# マックスプロ (MRAP)
マックスプロ（MaxxPro）は、アメリカ合衆国のナビスター・インターナショナル社の子会社であるインターナショナル・ミリタリー・アンド・ガバメント LCC（IMG）によって開発された4輪駆動の対地雷/伏撃防護装甲車（Mine Resistant Ambush Protected, MRAP）である。

## 概要
マックスプロは、アメリカ海兵隊で計画された対地雷防護性能を持った装輪式装甲車の開発・調達計画であるMRAPプログラムに応じて開発された装輪式装甲車で、V字型車体、高い車高、装甲化された車体上部を持つ。開発のベースとなったのは同じくインターナショナル社で開発された中型～大型の軍用トラックシリーズであるナビスター 7000トラックで、キャブおよび兵員室は一体化されている。車体装甲部にはイスラエルのプラサン社の装甲技術が使用されている。兵員室天面には有人式装甲銃塔のOGPKあるいは遠隔式銃塔のM153 CROWS IIを搭載し、12.7mmM2重機関銃、Mk.19 40mm自動グレネードランチャー、7.62mmM240機関銃などを装着可能である。マックスプロ（MaxxPro）の名称は、マキシマム・プロテクション（Maximum Protectin、最大級の防護）に由来する語である。
マックスプロシリーズの生産、部隊配備は2007年から始まっており、アメリカ海兵隊、アメリカ陸軍、アメリカ空軍に配備されたほか、アフガニスタンにISAFとして地上部隊を派遣した十数ヶ国の軍でも購入され、使用されている。
マックスプロ・シリーズには、基本型のマックスプロ、改良型のマックスプロ・プラス、小型・軽量化を図ったマックスプロ・ダッシュ、があり、更に派生型として救急車型のマックスプロ・アンビュランス、空軍仕様のマックスプロ・エアフォース、回収車型のマックスプロMRVがある。また、ロングホイールベース化されたマックスプロXL、マックスプロ・プラスXLも開発されている。
また、MRAPの防御力を更に向上させるMRAP Expedient Armor Program, MEAP計画により、車体側面に中空式の増加装甲を装着する改良も行われている。マックスプロ・プラスには基本型のマックスプロより大型のMEAP装甲が装着されており、重量増加に対応して後輪がやや小径のダブルタイヤに変更されている。
マックスプロは基本的にMRAPカテゴリーIに該当する車両である。後部兵員室の座席を外すなどする事でMRAPカテゴリーIIの車両として運用する事も可能であるが、アメリカ軍により調達された約5,200両のマックスプロおよびプラス、約800両のマックスプロ・ダッシュのほとんどがカテゴリーIの6人乗り偵察車両として配備、運用されている。MRAPカテゴリーIIの車種であるマックスプロXLも少数調達された。
2010年には、アメリカ陸軍のマックスプロに対して、Electronic Stability Control, ESCの導入計画が開始された。ESCはコンピュータによってサスペンションを制御し、車体姿勢を安定させるシステムの名称である。マックスプロのようなMRAPは地雷の爆風を避けるため車高が高くなっているが、このことによって重心が高く、走行が不安定になる欠点も併せ持っている。ESCはこの問題に対応するもので、2014年から2017年にかけて既存のマックスプロに適用される予定である。

## バリエーション
マックスプロ
2007年に配備開始された最初のバージョン。基本型。
マックスプロ・プラス
2008年6月に登場した改良型。エンジン強化、装甲強化による爆発成形侵徹体（EFP）に対する防御力の強化。車体外形寸法は基本型のマックスプロとほぼ同じ。
マックスプロ・ダッシュ
2008年9月に登場した改良型。車体が少し小型化、軽量化されている一方、エンジンはマックスプロ・プラスと同じ強化型になっており、機動力が増している。2008年10月から2009年2月に掛けて822両が生産され、アメリカ海兵隊に配備された。
マックスプロ・ダッシュ DXM
マックスプロ・ダッシュに新型のDXMサスペンションを装備。
マックスプロ・ダッシュ DXM アンビュランス
マックスプロ・ダッシュ DXMの救急車型。2011年にアメリカ軍によって250両発注された。
マックスプロ XL
車体を延長し、MRAPカテゴリーIIの車両として運用可能なタイプ。兵員室側面の平行四辺形の防弾ガラス窓が片側2個から片側3個に変更されている。少数が生産された。
マックスプロ MRV
車体を延長し、後部に大型クレーンを装備した回収車、レッカー車型。後輪は縦列2輪になり6輪車となっている。
マックスプロ MCOTM
2013年に計画された移動指揮車両型。MCOTMは"Mission Command on the Move"の頭文字である。2014年2月からアメリカ陸軍の試験が行われた。

## 画像

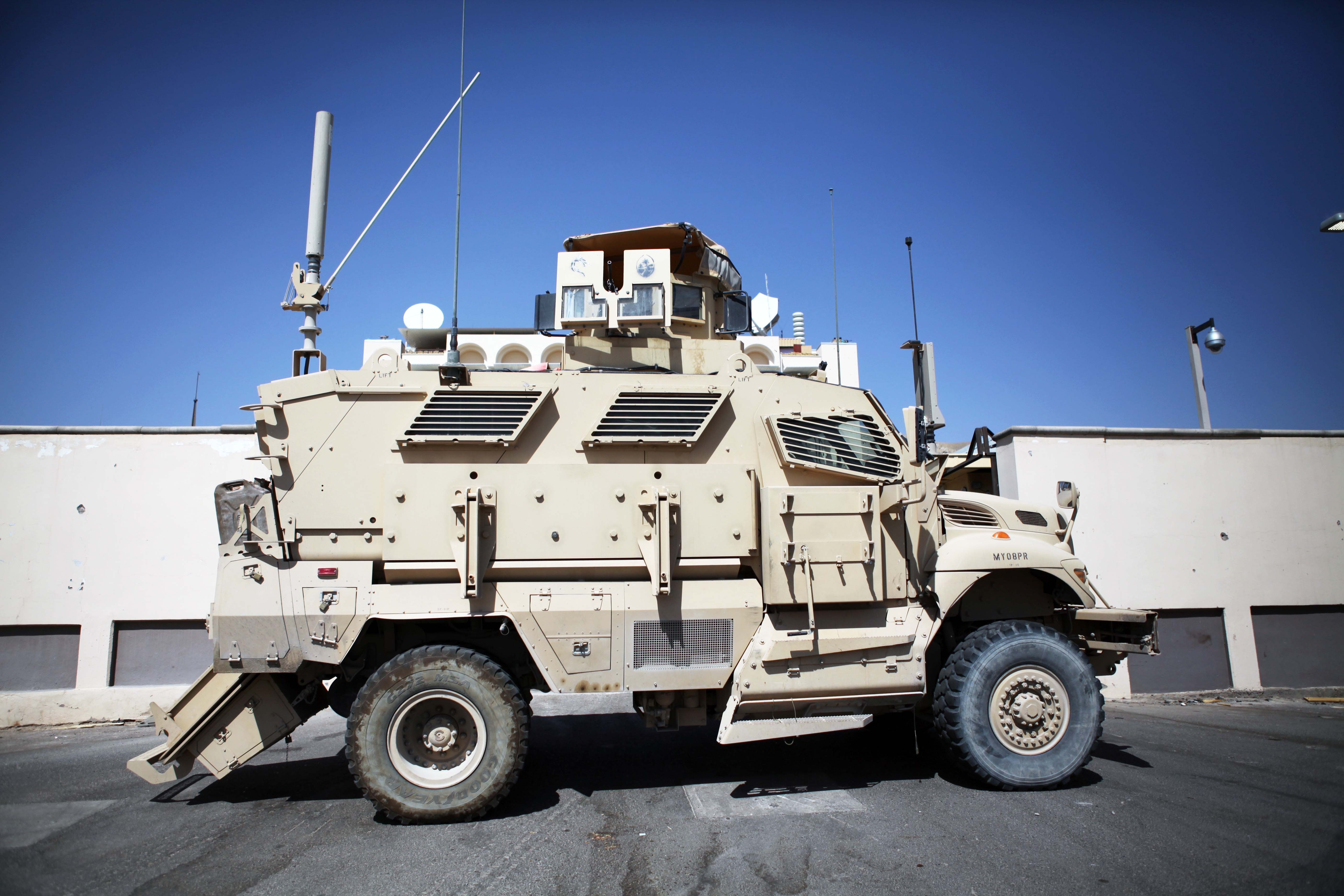
マックスプロ・プラスの車体側面。
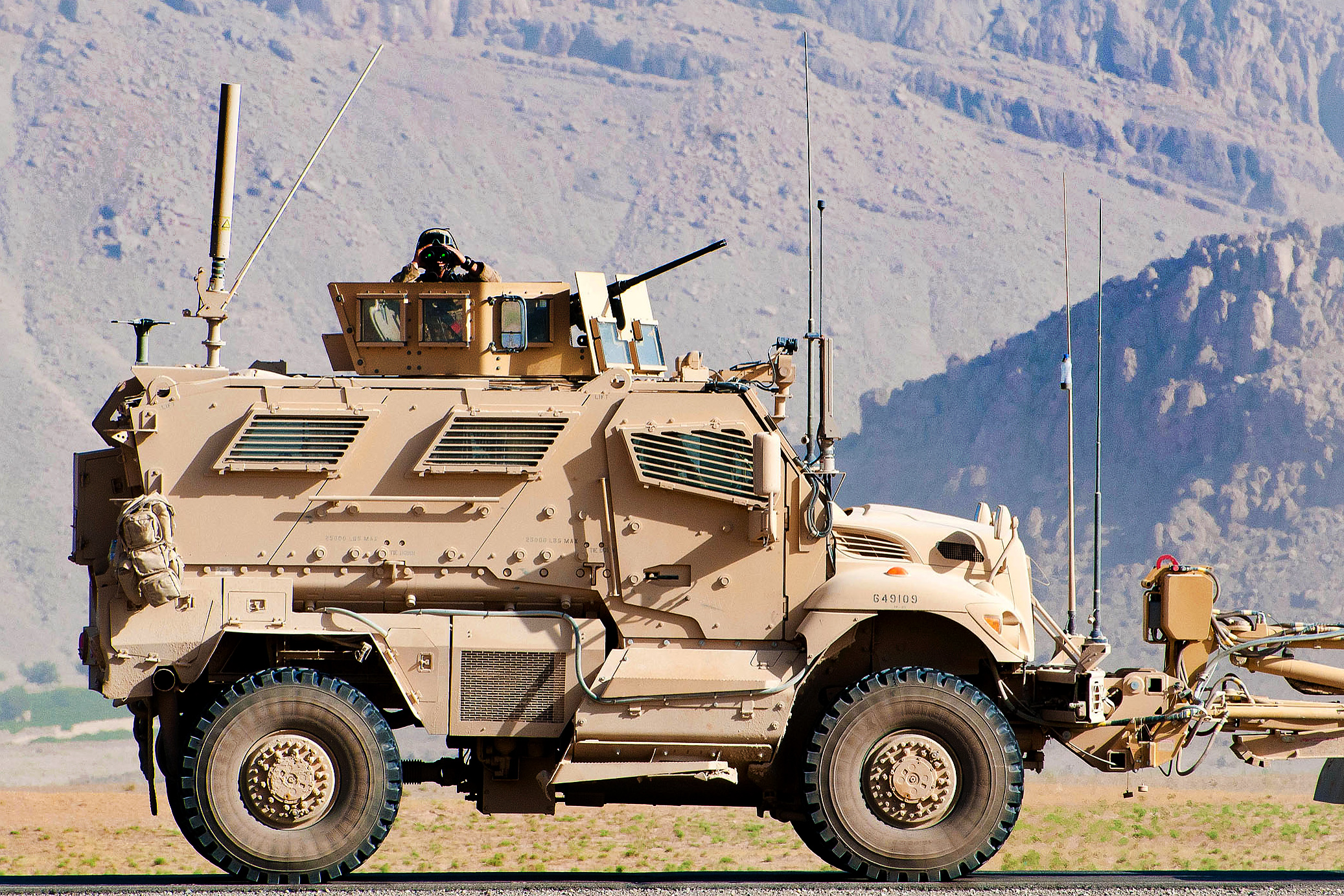
マックスプロ・ダッシュの車体側面。全体のシルエットは標準型に似ているが運転席から後ろが小型化、短縮されている。
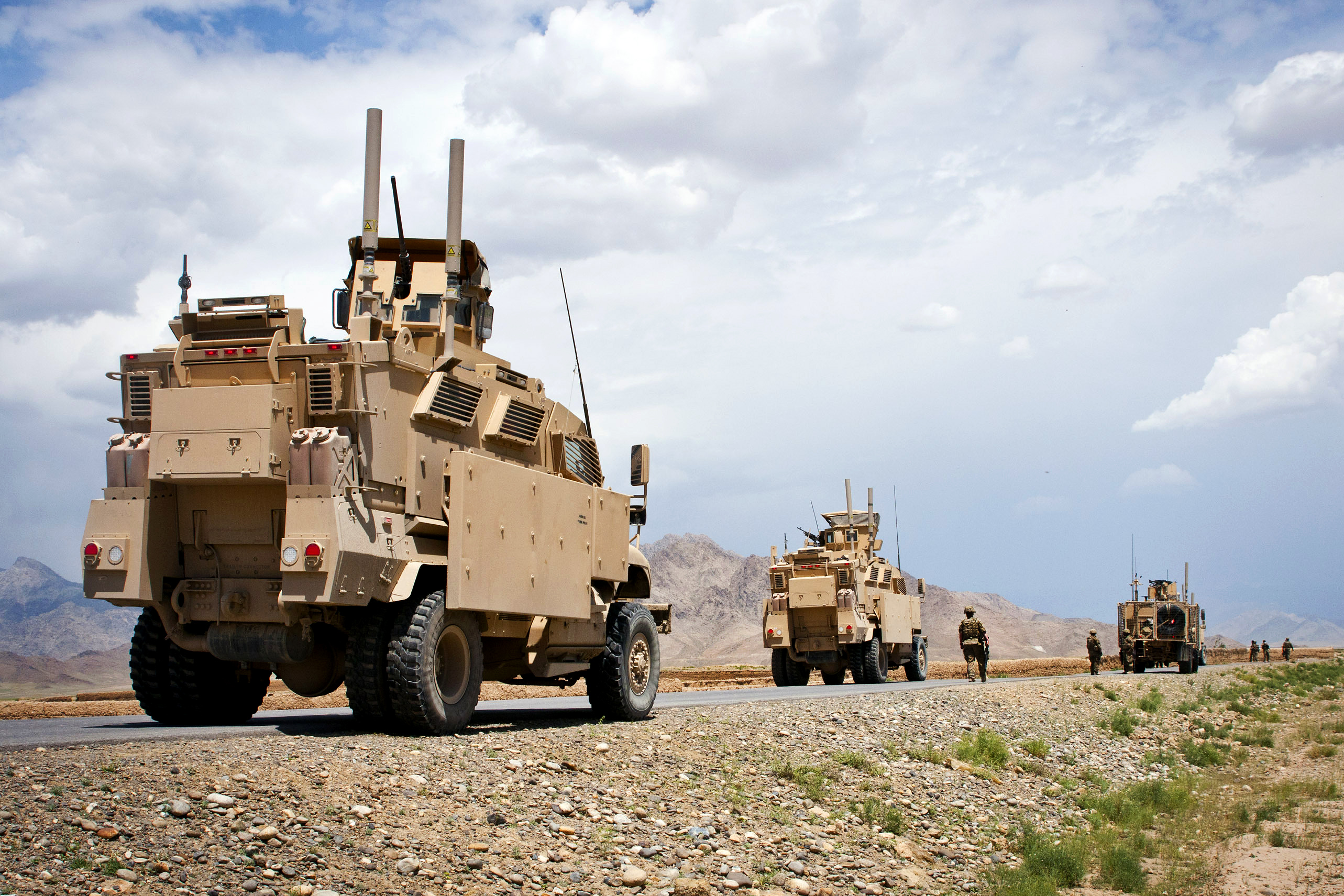
車体側面に増加装甲を装着し、後輪をダブルタイヤ化したマックスプロ・プラス MEAP。
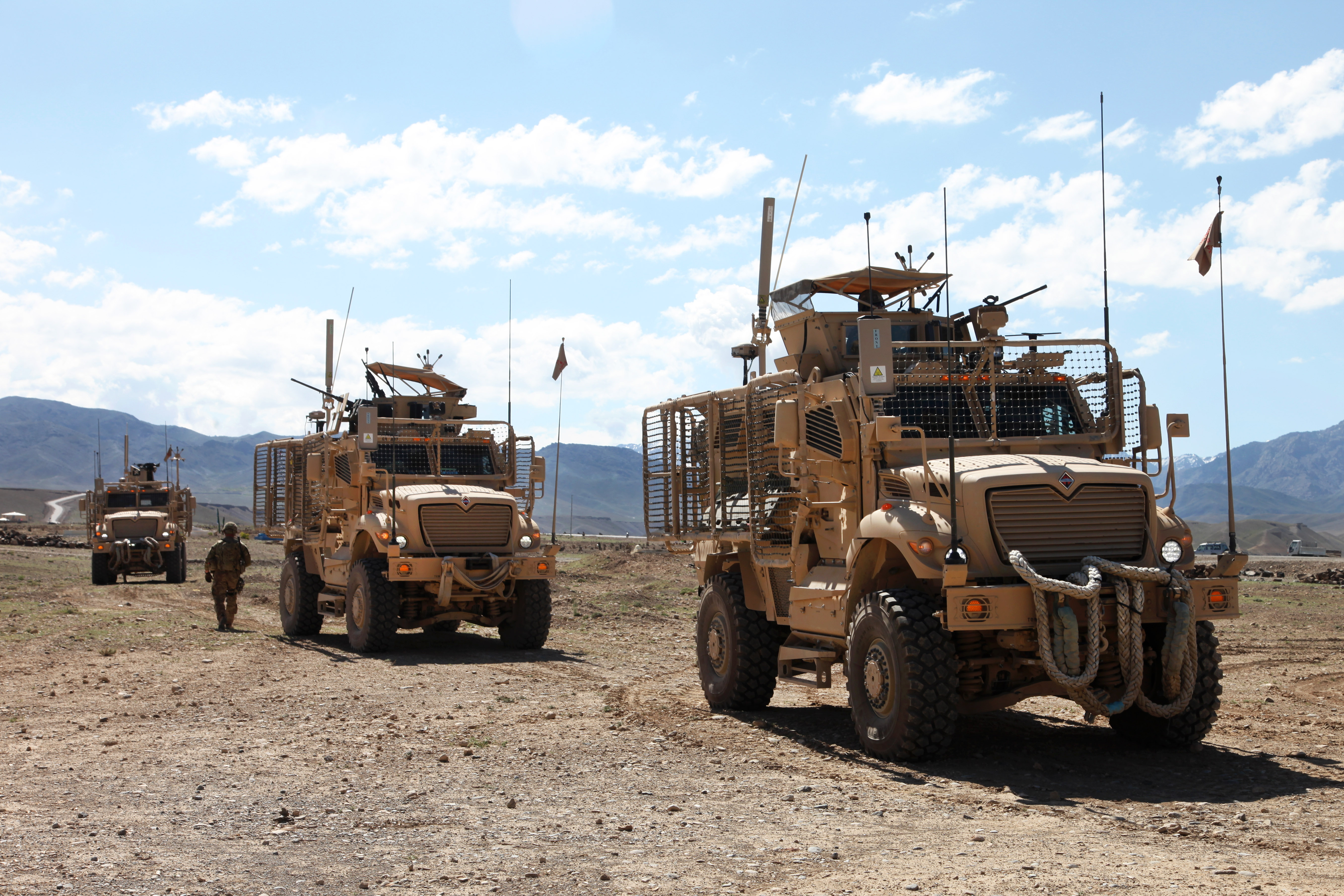
メッシュ状の増加装甲を装着したマックスプロ・ダッシュ。2012年、アフガニスタン国内。
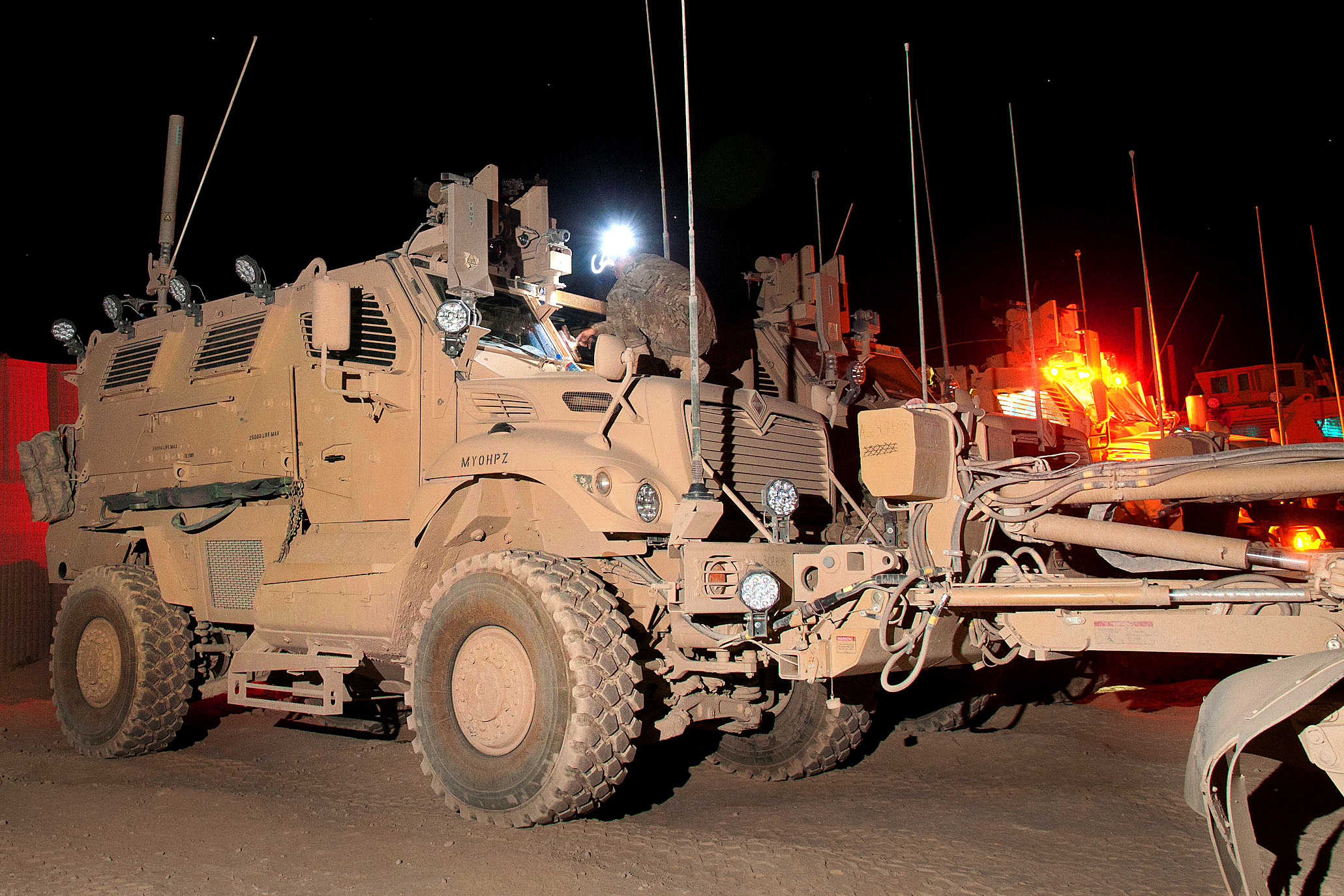
地雷処理ローラーを装着したマックスプロ・ダッシュ。車体上にCROWS II RWSを装備している。
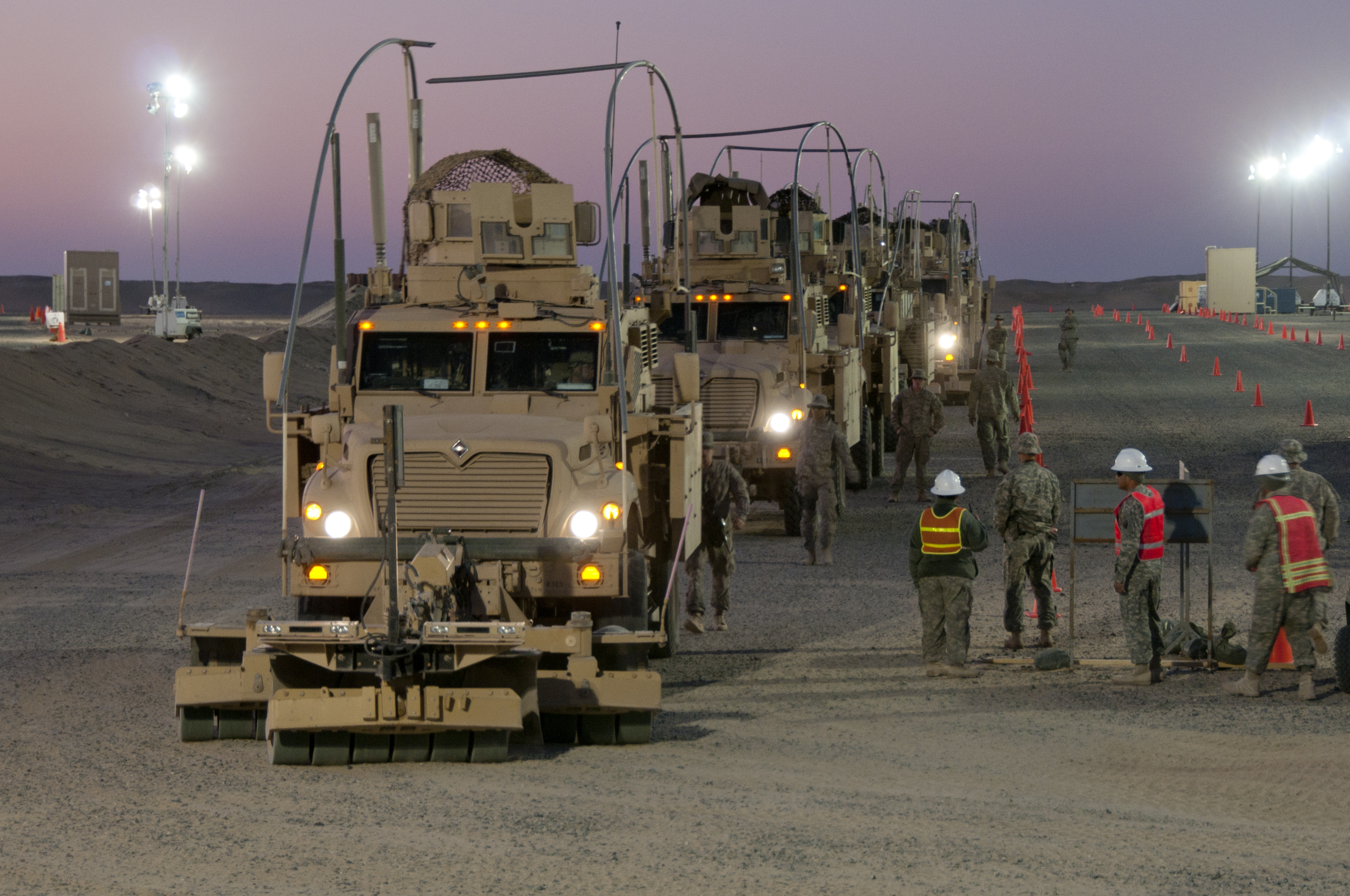
マックスプロ・プラスの車列。何台かは地雷処理ローラーを装着している。
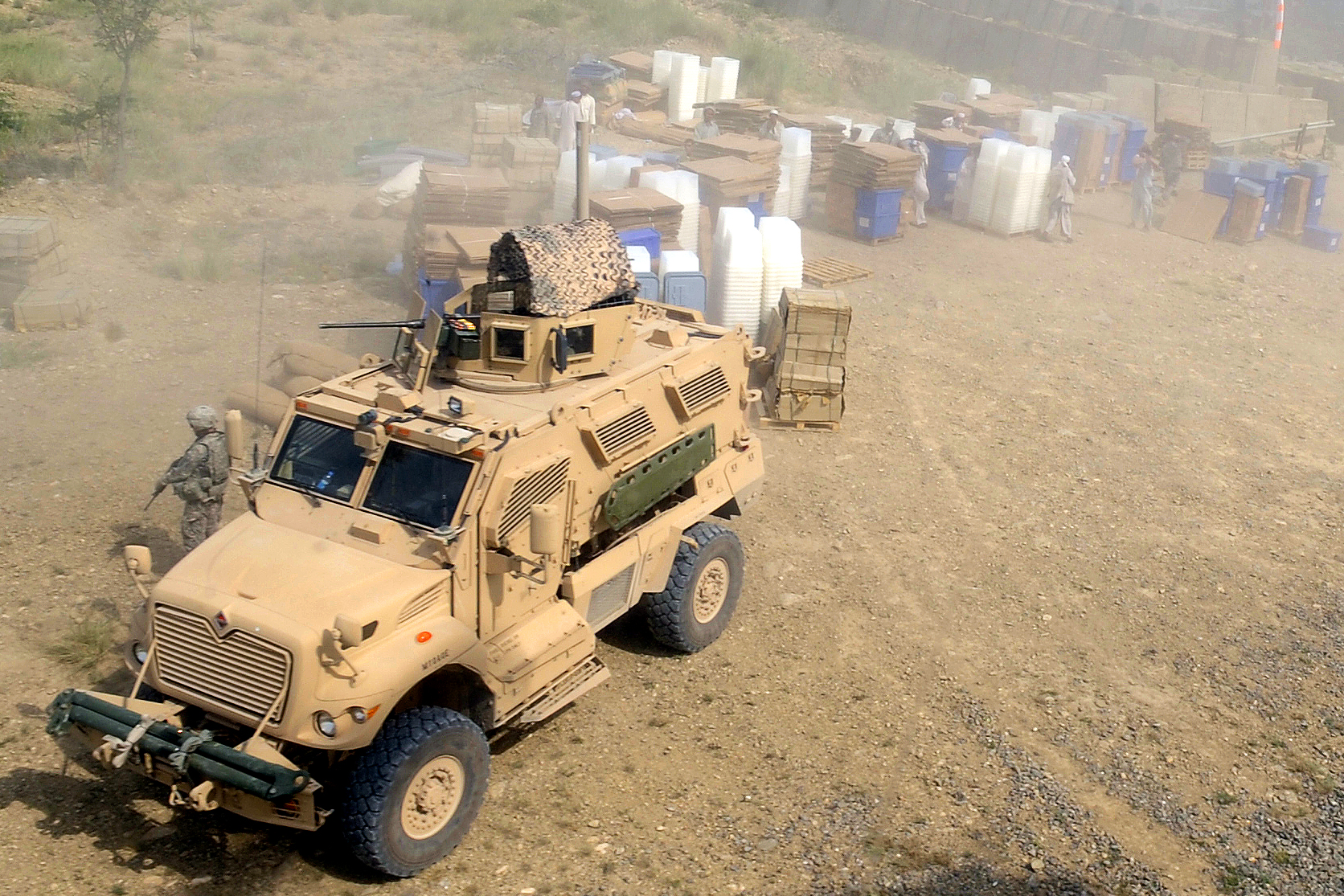
上方から見たマックスプロ・ダッシュ。車体側面の緑色の板は負傷者搬送用の担架である。
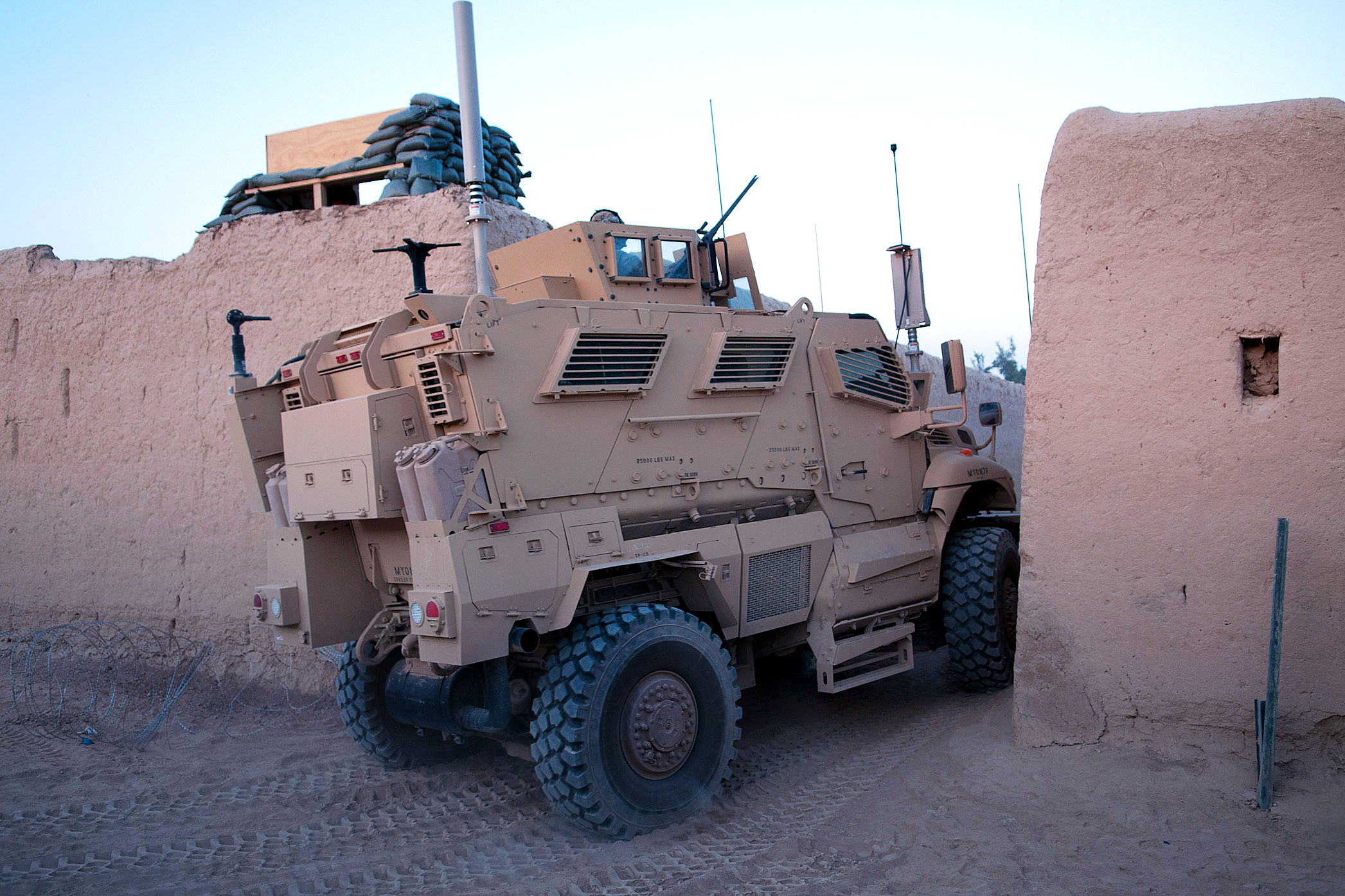
アフガニスタンで狭い路地に進入するマックスプロ・ダッシュ。こういった運用が可能なのも戦車や装軌式装甲車に比べ小柄なMRAPの特徴である。
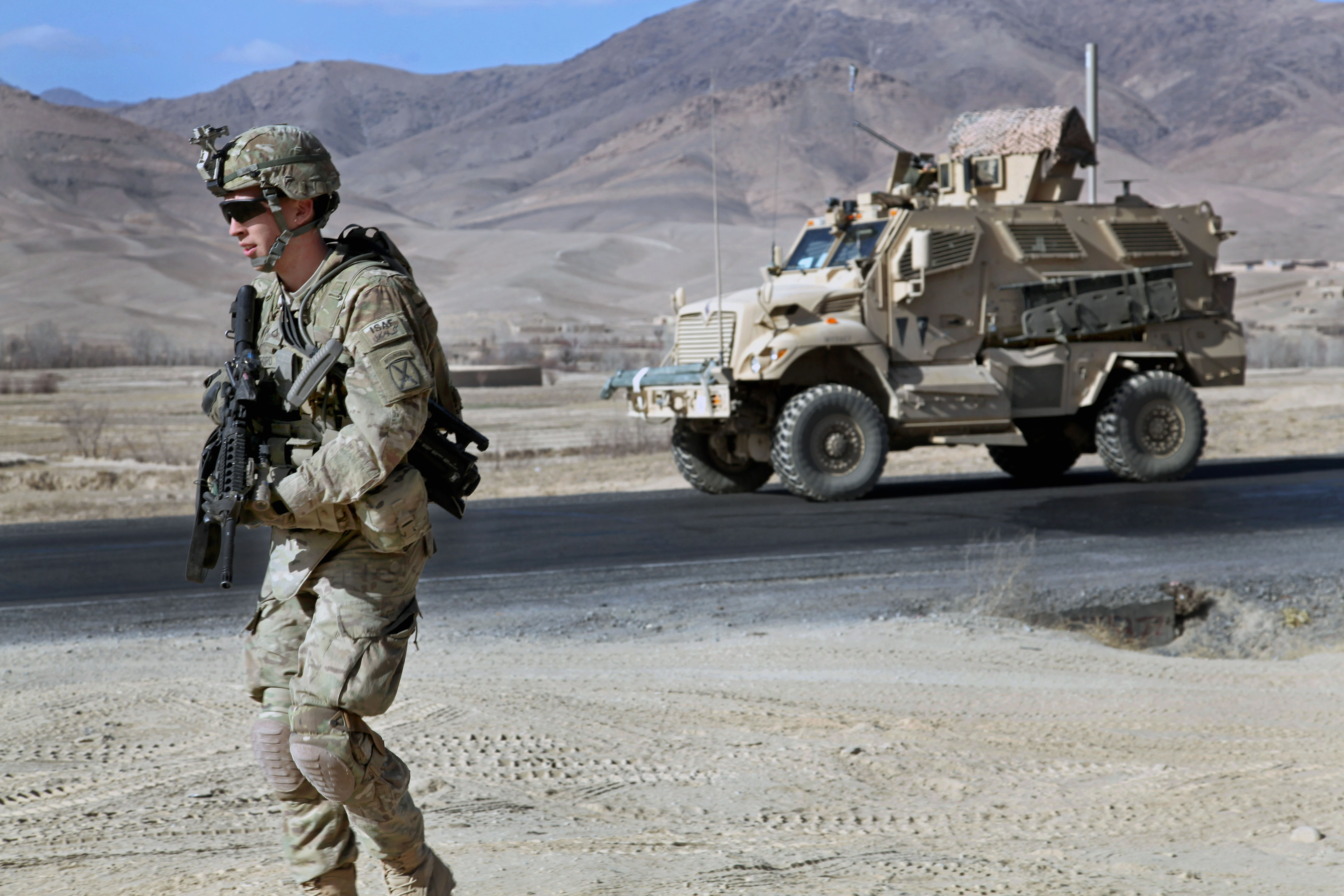
アフガニスタンでパトロールを行うマックスプロ・ダッシュ。
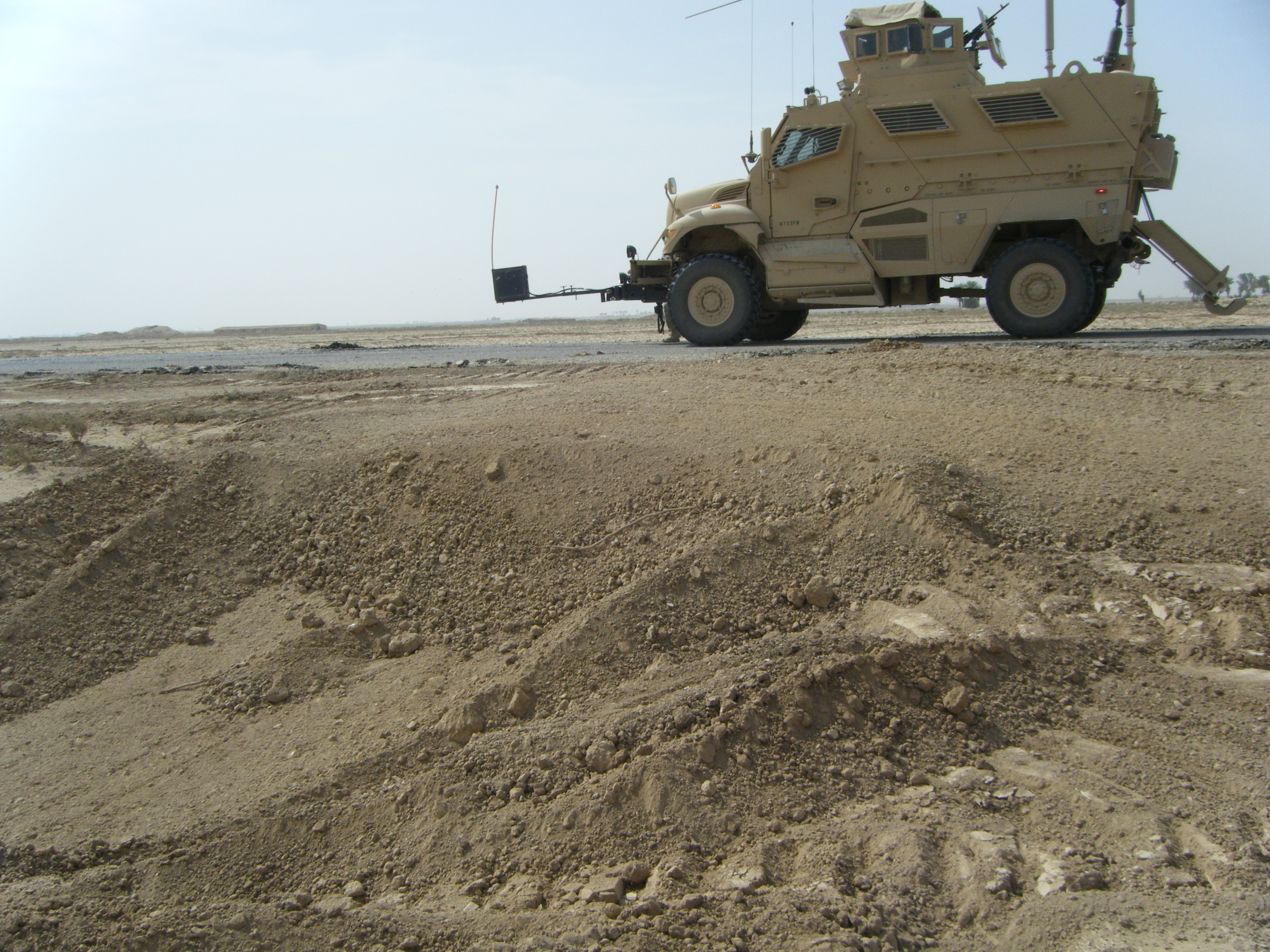
"ライノ"IED作動妨害装置を前方に伸ばしているマックスプロ。
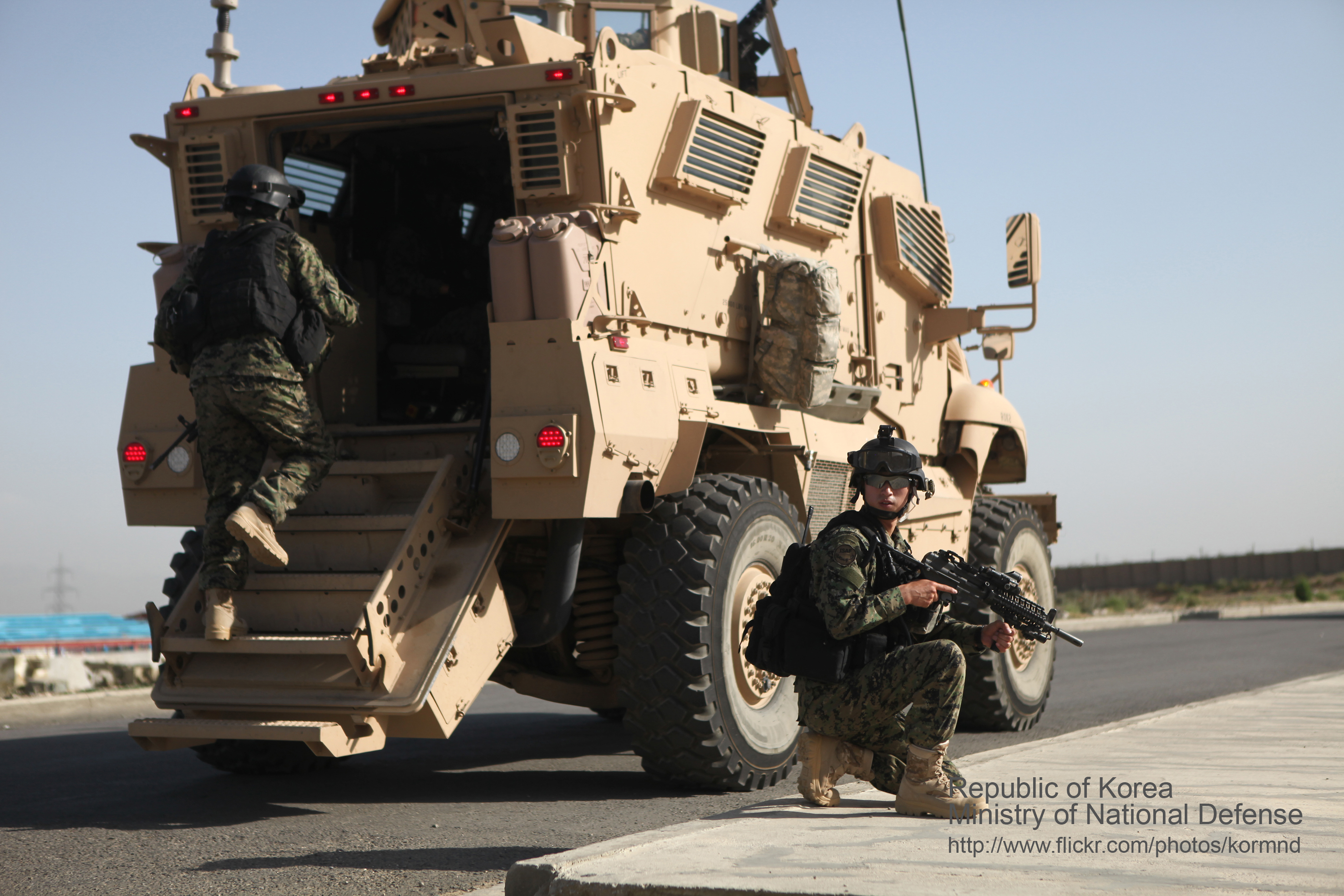
韓国陸軍のマックスプロ・ダッシュ。兵員室床面の高さがわかる。
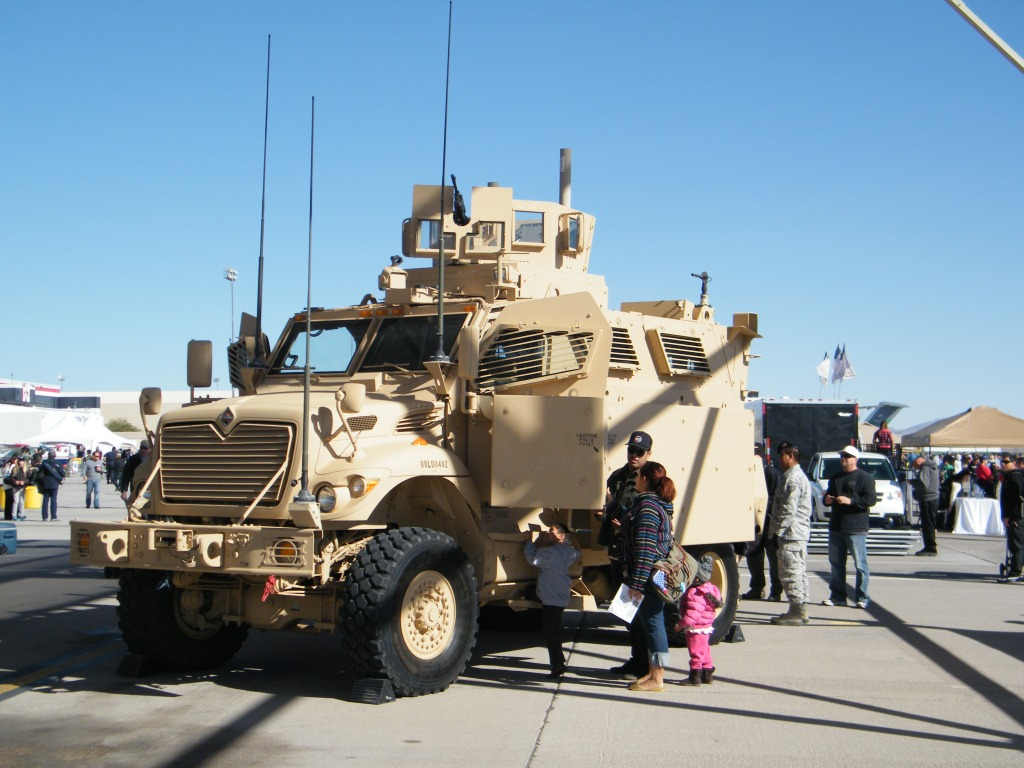
ネリス空軍基地のイベントで展示されるマックスプロ。横に立つ人物と比較し、車体の巨大さがわかる。

## 使用国

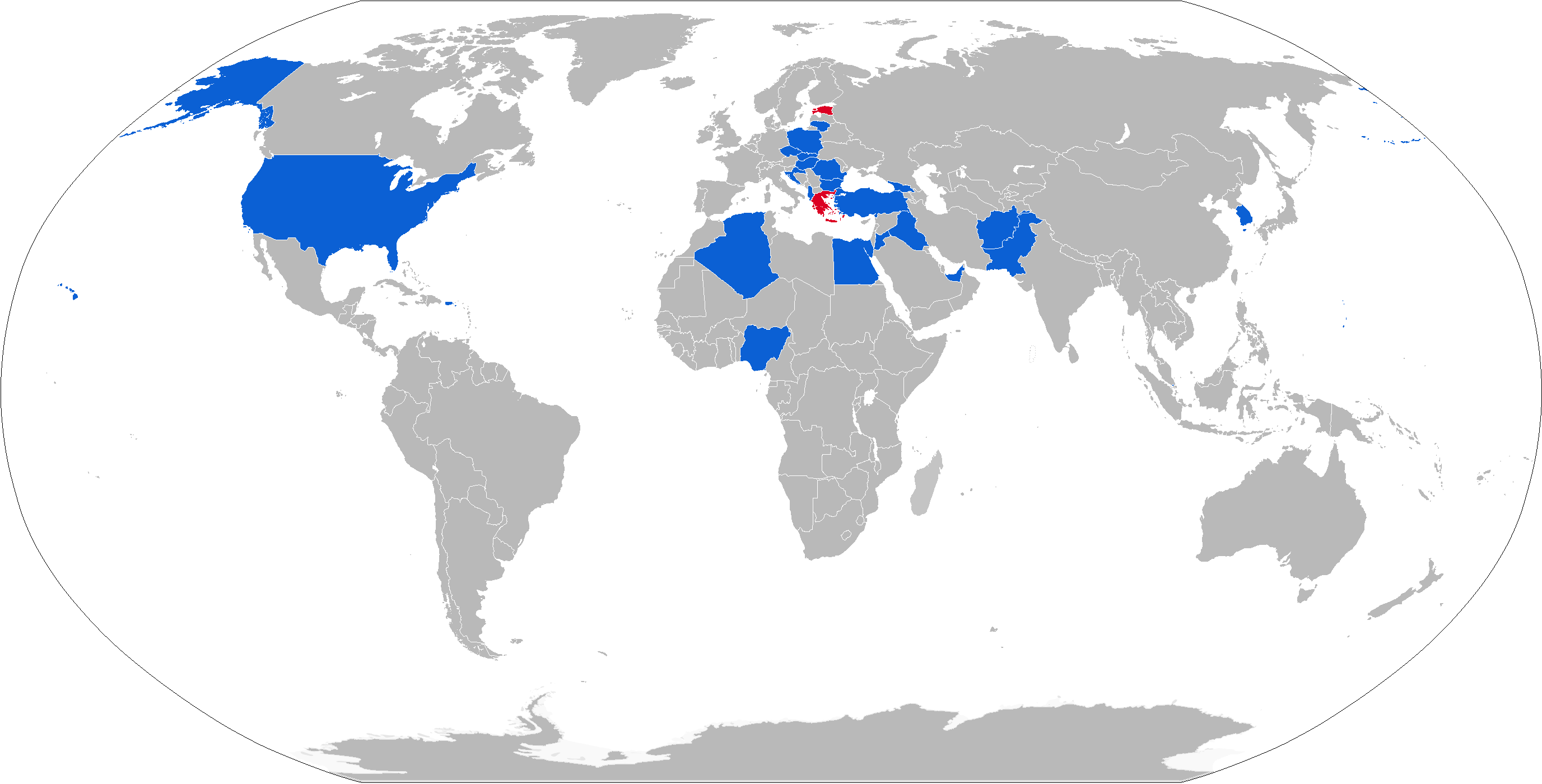
マックスプロ使用国

- アメリカ合衆国 - アメリカ海兵隊、アメリカ陸軍、アメリカ空軍、各警察のSWAT部隊、州軍部隊など。
- アフガニスタン - アフガニスタン・イスラム共和国陸軍に配備。
- アルバニア - ISAF派遣の特殊部隊に配備。2023年時点で、アルバニア陸軍は40両のマックスプロ・プラスを保有[2]。
- クロアチア - ISAF派遣のクロアチア陸軍部隊に配備。 2024年時点で、21両のマックスプロ・プラス、5両のマックスプロ・リカバリを保有[3]。
- エジプト - 2024年時点で、エジプト陸軍が12両のマックスプロ装甲回収車を保有[4]。
- ハンガリー - 2024年時点で、ハンガリー陸軍が12両のマックスプロ・プラスを保有[5]。
- ヨルダン - ヨルダン陸軍に配備。
- レバノン - 2024年時点で、レバノン陸軍が8両のマックスプロを保有[6]。
- リトアニア - ISAF派遣の特殊部隊に配備。
- パキスタン - パキスタン陸軍に配備。
- ポーランド - ISAF派遣のポーランド陸軍部隊に配備。
- ルーマニア - ISAF派遣のルーマニア陸軍部隊に配備。
- スロバキア - スロバキア陸軍に配備。
- シンガポール - ISAF派遣のシンガポール陸軍部隊に配備。2023年時点で、シンガポール陸軍が15両のマックスプロ・ダッシュを保有[7]。
- 韓国 - ISAF派遣の韓国陸軍部隊に配備。
- トルコ - ISAF派遣のトルコ陸軍部隊に配備。
- アラブ首長国連邦 - 約4,500両以上のMRAP導入契約が2014年9月に行われ、このうち3,375両がマックスプロシリーズである[注 1]。
- ウクライナ - 2022年ロシアのウクライナ侵攻を受けアメリカが440両供与。
- ウズベキスタン - 2023年時点で、ウズベキスタン陸軍が50両のマックスプロ・プラス、20両のマックスプロ装甲回収車を保有[8]。